# Renato Terra
Ne doit pas être confondu avec Renato Terra (chanteur).
Renato Terra (Renato Terra Caizzi), crédité parfois comme Ryan Earthpick, né le  26 juillet 1922 à Naples et mort le 28 novembre 2010 à Rome, est un acteur italien apparu dans plus de 80 films. En 1977, il se retire du cinéma pour devenir poète.

## Biographie
Renato Terra Caizzi est né à Naples en 1922 puis déménage à Rome où il se diplôme en 1952 au Centro sperimentale di cinematografia. Il joue régulièrement dans les films jusqu'en 1967 apparaissant dans plus de 100 films. Parmi ses œuvres figurent quelques classiques du néoréalisme et des œuvres de Francesco Rosi, Franco Zeffirelli et Carmine Gallone. Son rôle le plus célèbre est le personnage de  Mommino dans  Le Chemin de l'espérance de Pietro Germi (1950). Victime d'un accident au cours du tournage d'un western spaghetti, dix ans plus tard il se consacre à la poésie publiant deux œuvres : Che strano paese et  Amori di latta.
Terra Caizzi a aussi été crédité sous le pseudonyme de Ryan Earthpick.

## Filmographie partielle
- 1950 : Le Chemin de l'espérance de Pietro Germi
- 1953 : La Fille sans homme (Un marito per Anna Zaccheo) de Giuseppe De Santis
- 1957 : 
  - Nuits blanches (Le notti bianche) de Luchino Visconti
  - Peppino, le modelle e... "chella llà" de Mario Mattoli
- 1958 : 
  - La loi, c'est la loi
  - Un morceau de ciel (Un ettaro di cielo) d'Aglauco Casadio
- 1960 : Le Masque du démon
- 1961 : 
  - Il brigante
  - Les Guérilleros (I Briganti italiani) de Mario Camerini
- 1962 : Carmen de trastevere
- 1963 : Le Procès des doges
- 1964 : L'Évangile selon saint Matthieu
- 1965 :  
  - Guerre secrète
  - Agente S03: Operazione Atlantide
  - L'Amant paresseux (Il morbidone) de Massimo Franciosa
- 1966 : 
  - Gringo joue sur le rouge (7 dollari sul rosso) d'Alberto Cardone : Manuelo
  - Lutring... réveille-toi et meurs (Svegliati e uccidi) de Carlo Lizzani
- 1977 : Jésus de Nazareth

## Littérature
- Che strano paese
- Amori di latta[1].